# Liste der Gouverneure von Nagano
Diese Liste verzeichnet die Gouverneure (anfangs teilweise gonrei,  権令, kenrei, jap. 県令, oder sanji, 参事, seit 1886 durchgehend chiji, 知事) der zentraljapanischen Präfektur (-ken) Nagano seit 1871, ohne die Gouverneure von Nakano seit 1870 – die Präfektur wurde erst 1871 mit dem Umzug der Präfekturverwaltung aus dem Dorf Nakano (seit 1954 Stadt Nakano) in das Dorf Nagano (seit 1897 Stadt Nagano) umbenannt. Nicht aufgeführt sind auch die Gouverneure der anderen Vorläuferpräfekturen bzw. der noch bestehenden Fürstentümer (-han) auf dem Gebiet des heutigen Nagano in der frühen Meiji-Zeit: Präfektur Ina, Präfektur Chikuma, Fürstentümer Tatsuoka, Iwamurada, Komoro, Ueda, Matsushiro, Suzaka, Iiyama.
Wie in allen Präfekturen wird der Gouverneur von Nagano seit 1947 direkt vom Volk gewählt. Nach den Bestimmungen der Verfassung und des Selbstverwaltungsgesetzes über die subnationale Selbstverwaltung leitet er die Präfekturverwaltung einschließlich der von der Zentralregierung delegierten Funktionen, hat ein Initiativ- sowie ein suspensives Vetorecht für Präfektursatzungen (jōrei), kann (den Satzungen, die auf die Verfassung zurückgehen, nachgeordnete) Amtsverordnungen (kisoku) erlassen, unterbreitet den Haushaltsentwurf sowie bestimmte Personalnominierungen (wie z. B. Vizegouverneure, Mitglieder der Präfekturkommission für öffentliche Sicherheit) dem Präfekturparlament und repräsentiert die Präfektur nach außen.
Anmerkungen:
- Im Sinne der Einheitlichkeit wurde die Reihenfolge aller japanischer Namen unabhängig von den sonstigen Konventionen der deutschsprachigen Wikipedia grundsätzlich umgedreht.
- Die Nummerierung der Amtszeiten folgt der von der Präfekturverwaltung veröffentlichten Liste.[1]

## Gouverneure von Nagano seit 1871
1. 1871–1873 (gonrei) Kaneyoshi Tachiki
2. 1873–1881 (sanji, gonrei) Hironao Narasaki
3. 1881–1884 (kenrei) Makoto Ōno
4. 1884–1886 (kenrei) Seiichirō Kinashi
5. 1886–1889 Seiichirō Kinashi
6. 1889–1891 Tadakatsu Utsumi
7. 1891–1896 Tokunori Asada
8. 1896–1897 Chikaaki Takasaki
9. 1897–1898 Kan’ichi Gondō
10. 1898–1899 Isamu Sonoyama
11. 1899–1902 Norikichi Oshikawa
12. 1902–1905 Kiyohide Seki
13. 1905–1911 Tsunamasa Ōyama
14. 1911–1913 Teikan Chiba
15. 1913–1914 Keijirō Yoda
16. 1914–1915 Yūichirō Chikaraishi
17. 1915–1921 Tenta Akaboshi
18. 1921–1922 Tadahiko Okada
19. 1922–1924 Toshio Honma
20. 1924–1926 Mitsusada Umetani
21. 1926–1927 Morio Takahashi
22. 1927–1929 Ryō Chiba
23. 1929–1931 Shintarō Suzuki
24. 1931–1933 Kuraji Ishigaki
25. 1933–1935 Shōzō Okada
26. 1935–1936 Seiichi Ōmura
27. 1936–1938 Shunsuke Kondō
28. 11. Januar–23. Dezember 1938 Seiichi Ōmura
29. 1938–1940 Kenji Tomita
30. 1940–1942 Minoru Suzuki
31. 1942–1943 Hakuji Nagayasu
32. 1943–1944 Yoshio Kōriyama
33. 1944–1945 Yasuo Ōtsubo
34. 1945–1947 Kunrō Mononobe
35. März–April 1947 Yoshio Iyoku
36. 1947–1951 Torao Hayashi (seit 1947 für vierjährige Amtszeiten vom Volk gewählt)
37. 1951–1955 Torao Hayashi
38. 1955–1959 Torao Hayashi
39. 1959–1963 Gon’ichirō Nishizawa
40. 1963–1967 Gon’ichirō Nishizawa
41. 1967–1971 Gon’ichirō Nishizawa
42. 1971–1975 Gon’ichirō Nishizawa
43. 1975–1979 Gon’ichirō Nishizawa
44. 1979–11. September 1980 (aus gesundheitlichen Gründen zurückgetreten) Gon’ichirō Nishizawa
45. 26. Oktober 1980–1984 Gorō Yoshimura
46. 1984–1988 Gorō Yoshimura
47. 1988–1992 Gorō Yoshimura
48. 1992–1996 Gorō Yoshimura
49. 1996–2000 Gorō Yoshimura
50. 2000–15. Juli 2002 (nach Misstrauensvotum ohne Auflösung des Parlaments zurückgetreten) Yasuo Tanaka
51. 1. September 2002–2006 Yasuo Tanaka
52. 2006–2010 Jin Murai
53. 2010–2014 Shuichi Abe
54. 2014–2018 Shuichi Abe
55. 2018–2022 Shuichi Abe
56. 2022–0000 Shuichi Abe